# Cabeza de León (Sudáfrica)
Cabeza de León (en afrikáans: Leeukop) es una montaña situada en Ciudad del Cabo, Sudáfrica, entre la Montaña de la Mesa y Signal Hill. Cabeza de León se encumbra a 669 m sobre el nivel del mar. El pico forma parte del dramático telón de fondo de la Ciudad del Cabo y es parte del parque nacional Montaña de la Mesa.

## Alrededores
Los suburbios de la ciudad rodean el pico y Signal Hill en casi todos los lados, pero un estricto manejo de las autoridades de la ciudad ha mantenido el desarrollo de vivienda alejado de las tierras altas. 

## Historia
En el siglo XVII el pico fue conocido como Leeuwen Kop (Lion's Head) por los neerlandeses, y Signal Hill fue conocido como Leeuwen Staart (Cola de Léon), ya que la forma se parece a un león en cuclillas o una esfinge. Los ingleses en el siglo XVII  llamaron al pico Sugar Loaf (Pan de Azúcar).

## Actividades
La Cabeza de León es conocida por sus espectaculares vistas sobre la ciudad, y la caminata de una hora de duración es particularmente popular durante la luna llena. Sus pendientes son un popular punto de lanzamiento de parapente.

## Geología, flora y fauna
La parte superior del pico consiste de Arenisca de la Montaña de la Mesa de y las cuestas bajas están formadas de Granito del cabo y formación de Malmesbury, las cuales son rocas antiguas precambrianas.
La Cabeza de Léon está cubierta de vegetación de fynbos y sustenta una variedad de pequeños animales.

## Galería de imágenes

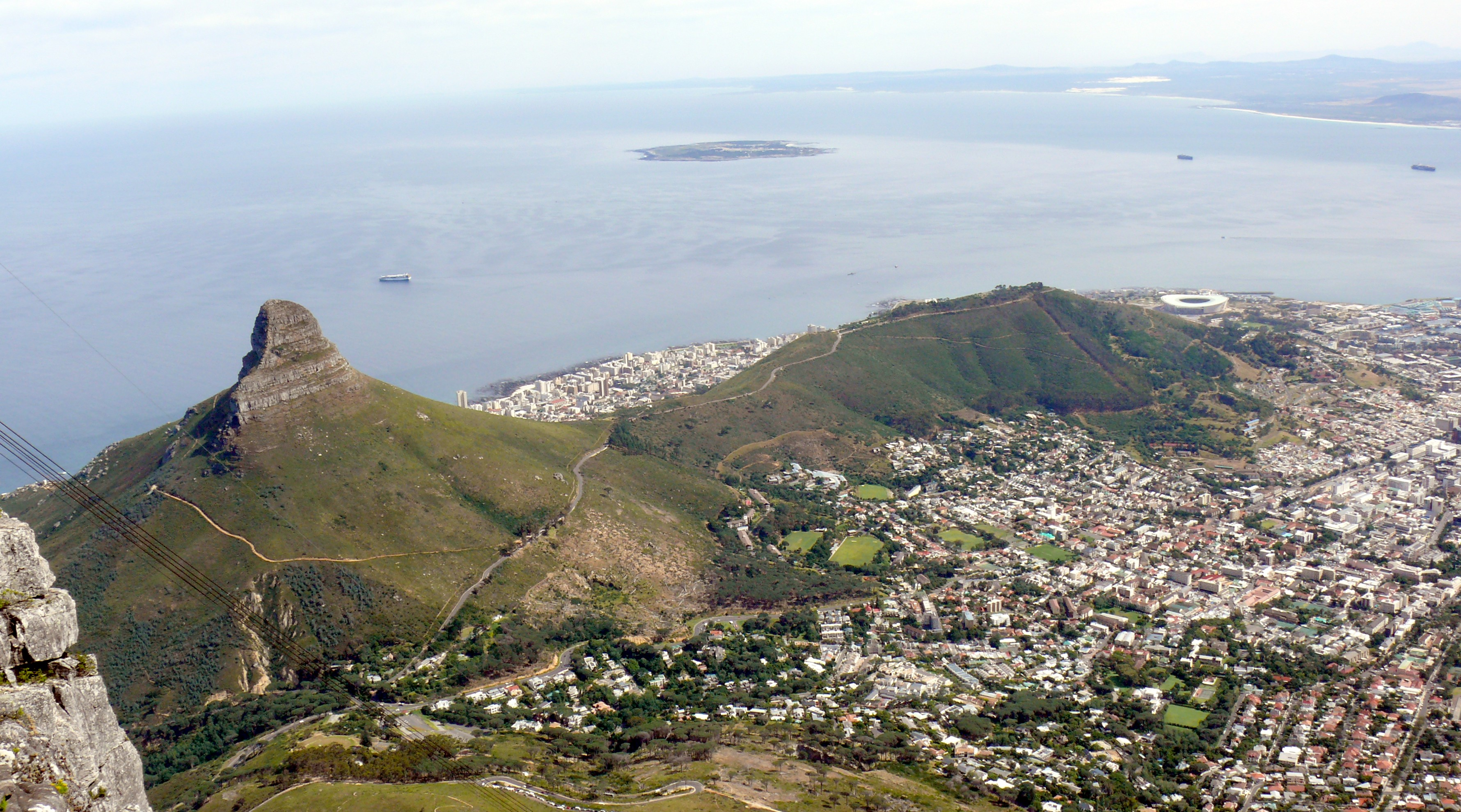
Vista de Cabeza de León y de Ciudad del Cabo desde la Montaña de la Mesa.
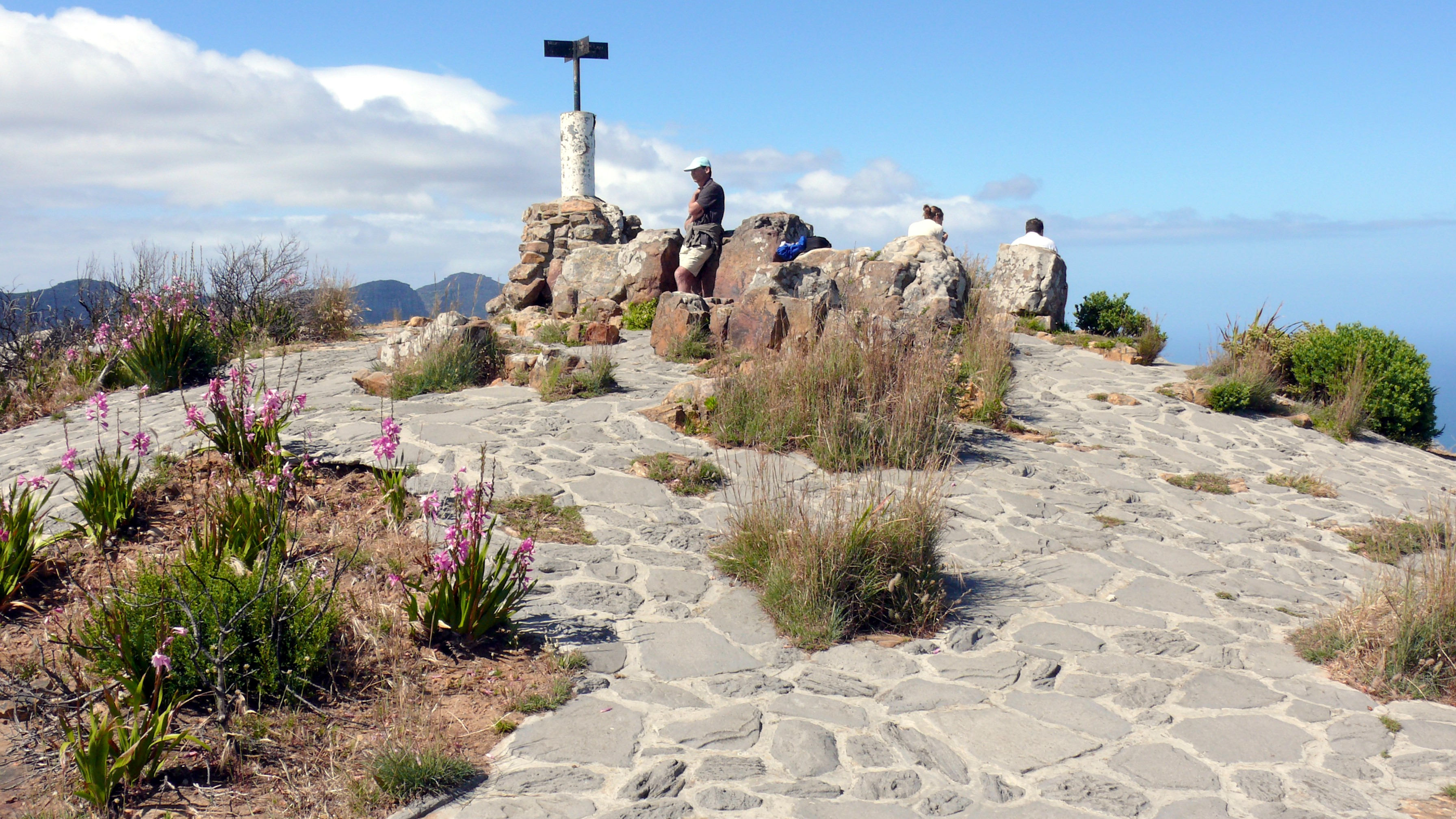
Cima de la Cabeza de León.
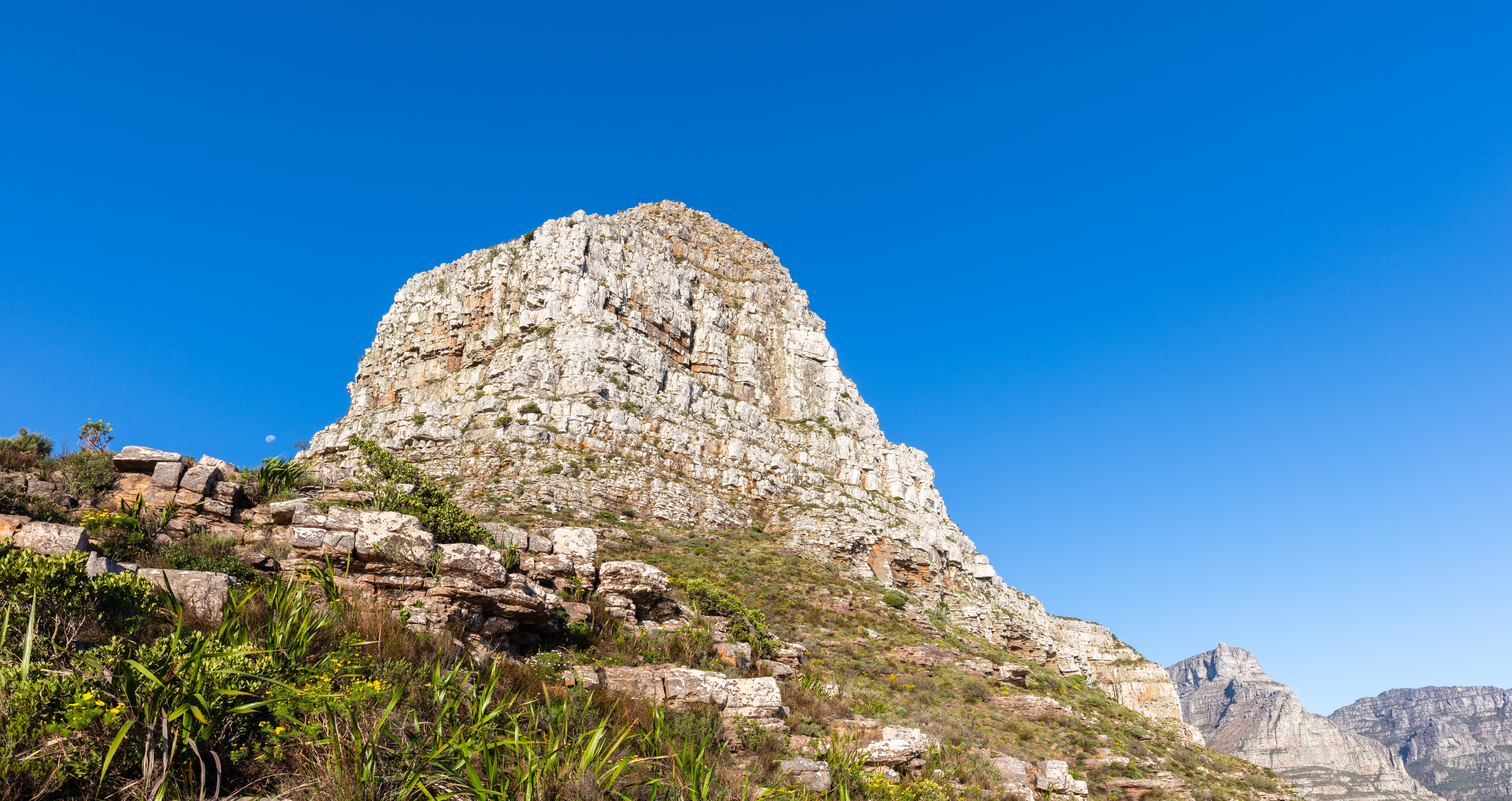
Vista de la cima desde su base.
Vista de Ciudad del Cabo desde Cabeza de León.
Vista de Ciudad del Cabo y de la Montaña de la Mesa desde Cabeza de León.
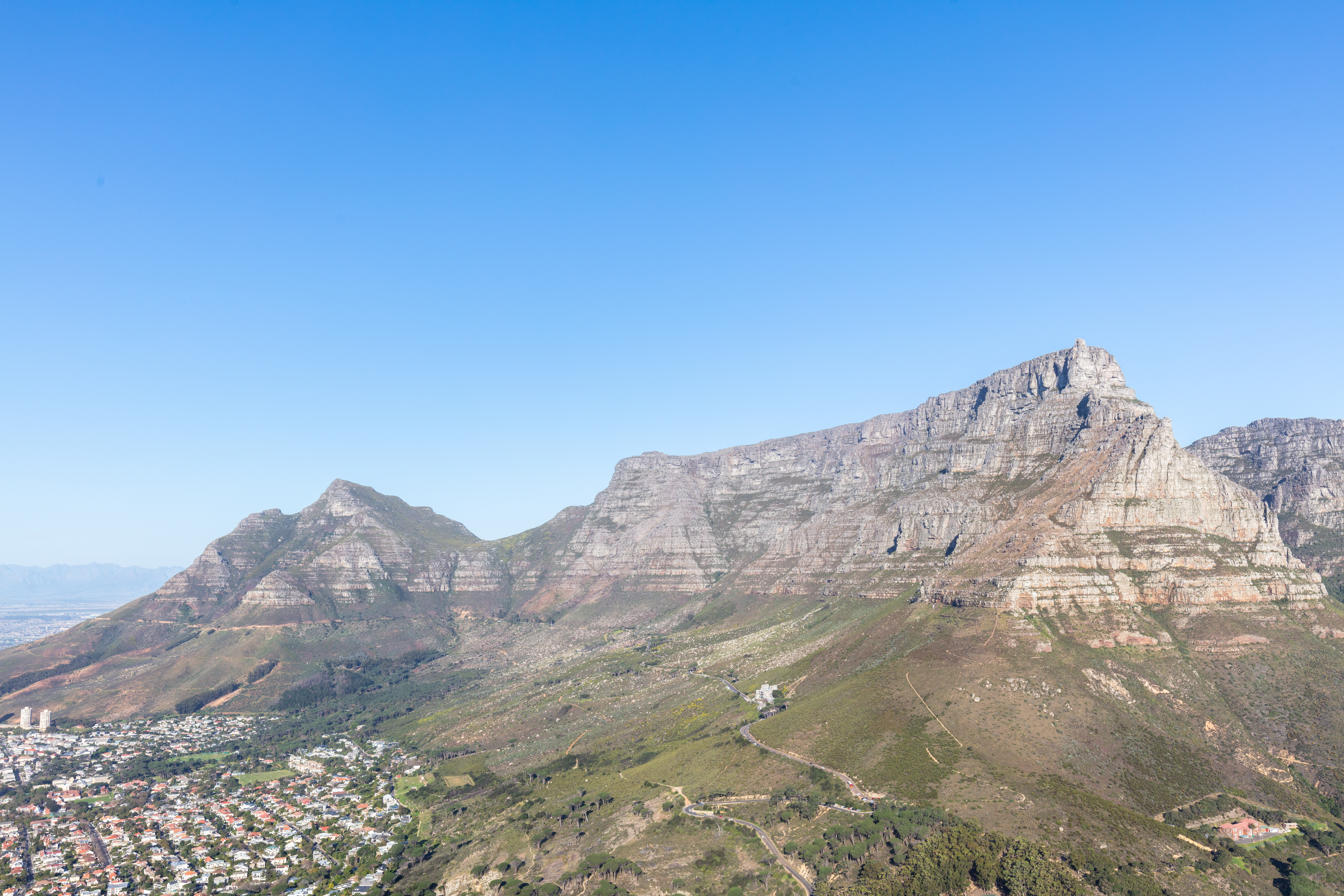
Vista de la Montaña de la Mesa desde Cabeza de León.